# Волосистая цианея
Волосистая цианея (лат. Cyanea capillata, Cyanea arctica) — вид сцифоидных из отряда дискомедуз (Semaeostomeae). В стадии медузы достигает крупных размеров. Распространены во всех северных морях Атлантического и Тихого океанов, встречаются в поверхностных слоях воды вблизи берегов.

## Строение тела
Тело цианеи имеет разнообразную окраску, с преобладанием красных и бурых тонов. У взрослых экземпляров верхняя часть купола желтоватая, а его края красные. Ротовые лопасти малиново-красные, краевые щупальца светлые, розовых и фиолетовых оттенков. Молодые особи окрашены значительно ярче.
Колокол цианеи имеет полусферическую форму, его края преобразованы в 16 лопастей, отделённых друг от друга вырезами. В основании вырезов расположены ропалии — так называемые краевые тельца, в которых заключены органы зрения (глаза) и равновесия (статоцисты). Длинные краевые щупальца собраны в 8 пучков и прикрепляются к внутренней вогнутой стороне купола под лопастями между ропалиями. В центре нижней части купола располагается ротовое отверстие, окружённое крупными, складчатыми ротовыми лопастями, свисающими вниз в виде занавесей. Радиальные каналы пищеварительной системы, отходящие от желудка, заходят в краевые и ротовые лопасти колокола, где образуют разветвления.
Арктическая цианея — самая крупная медуза Мирового океана. Обычно цианеи не вырастают больше 50—60 см, но встречаются экземпляры с диаметром купола, достигающим 2 м. Щупальца таких крупных экземпляров способны вытягиваться на несколько десятков метров. У самой большой измеренной медузы длина щупальцев достигала 36,5 м, а диаметр купола — 2,3 м.

## Жизненный цикл
Цианея имеет в жизненном цикле смену поколений — полового (медузоидного), обитающего в толще воды, и бесполого (полипоидного), ведущего прикреплённый донный образ жизни.
Жизненный цикл Cyanea capillata сходен с циклом Aurelia aurita. Медузы цианеи раздельнополы. Самцы выбрасывают через рот зрелые сперматозоиды в воду, откуда они проникают в выводковые камеры, расположенные в ротовых лопастях самок, где происходит оплодотворение яиц и их развитие. Личинки-планулы покидают выводковые камеры и несколько суток плавают в толще воды. Прикрепившись к субстрату, личинка трансформируется в одиночный полип — сцифистому, которая активно питается, увеличивается в размерах и может размножаться бесполым способом, отпочковывая от себя дочерних сцифистом. Весной начинается процесс поперечного деления сцифистомы — стробилляция и формируются личинки медуз эфиры. Они выглядят как прозрачные звёздочки с восемью лучами, у них нет краевых щупалец и ротовых лопастей. Эфиры отрываются от сцифистомы и уплывают, а к середине лета постепенно превращаются в медуз.

## Образ жизни

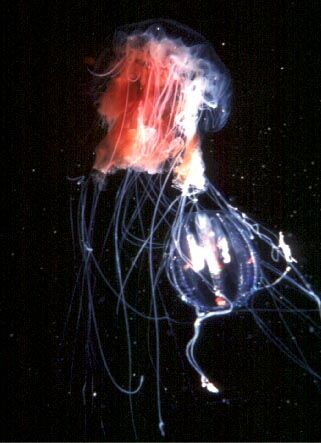
Цианея, поймавшая гребневика (Pleurobrachia pileus)

Эти медузы являются жителями морей, океанов, редко приближаясь к берегам, плавая по воле течений и ленивого движения щупалец на глубинах не более 20 метров. Большую часть времени цианеи парят в приповерхностном слое воды, периодически сокращая купол и делая взмахи краевыми лопастями. Щупальца медуз при этом расправлены и вытянуты на полную длину, образуя под куполом густую ловчую сеть. Цианеи — хищники. Длинные, многочисленные щупальца густо усажены стрекательными клетками. При их выстреливании в тело жертвы проникает сильный яд, убивающий мелких животных и наносящий значительные повреждения более крупным. Добыча цианей — различные планктонные организмы, в том числе другие медузы.

## Опасность для человека
Арктическая цианея на самом деле не так опасна, как изображена в популярной литературе. Ужаления этой медузы неспособны привести к смерти человека, хотя сыпь может быть болезненной, а токсины в яде могут вызвать аллергию.